# Bibirevo
Bibirevo (in russo:Бибирево) è una stazione della metropolitana di Mosca situata sulla Linea Serpuchovsko-Timirjazevskaja, la linea 9 della Metropolitana di Mosca. È stata inaugurata il 31 dicembre 1992.